# Liga ACB 1985-86
La temporada 1985-86 de la Liga ACB tuvo lugar desde el 21 de septiembre de 1985 hasta el 10 de mayo de 1986, y fue la tercera temporada celebrada de la Liga ACB. En ella participaron 16 equipos.
El sistema de campeonato era el mismo que en la temporada anterior. En la primera fase los equipos se distribuían sobre la base de su clasificación el año pasado: impar y par. En la segunda, los cuatro mejores de cada grupo van al A-1 mientras que los cuatro peores de cada grupo van al A-2. A los playoff se clasifican los cuatro primeros del A-1, directamente a cuartos de final, más los cuatro últimos del A-1 y los cuatro primeros del A-2 (ronda previa). Los cuatro últimos del A-2 se juegan la permanencia en la categoría.
La temporada se caracterizó por los refuerzos de los dos principales equipos, Real Madrid y F.C. Barcelona, que dominaron el campeonato. Junto a ellos destacó el papel realizado por el Ron Negrita Joventut, que apostó por una plantilla de canteranos como Jordi Villacampa o José Antonio Montero, o el CAI Zaragoza dirigido por Manel Comas. Al término de la Liga, España organizaría el Campeonato Mundial de Baloncesto de 1986, lo que propició una mejora en algunas de las instalaciones.
El campeón de la Liga ACB fue el Real Madrid, que venció por 2-0 en el parcial al F.C. Barcelona.

## Equipos participantes
| Club                    | Entrenador          | Ciudad            | Estadio                         | Capacidad | 1984-85  |
| ----------------------- | ------------------- | ----------------- | ------------------------------- | --------- | -------- |
| Real Madrid             | Lolo Sainz          | Madrid            | Pabellón Ciudad Deportiva       | 4.000     | 1º       |
| Ron Negrita Joventut    | Miquel Nolis        | Badalona          | Pabellón del Joventut           | 4.000     | 2º       |
| F.C. Barcelona          | Aíto García Reneses | Barcelona         | Palau Blaugrana                 | 5.500     | 3º       |
| Licor 43                | Miguel López Abril  | Santa Coloma      | Municipal de Santa Coloma       | 4.500     | 4º       |
| Cacaolat Granollers     | Jesús Codina        | Granollers        | Municipal de Granollers         | 2.000     | 5º       |
| Breogán Caixa Galicia   | Pablo Casado        | Lugo              | Municipal de Lugo               | 3.500     | 6º       |
| Estudiantes Caja Postal | Paco Garrido        | Madrid            | Polideportivo Magariños         | 2.500     | 7º       |
| CAI Zaragoza            | Manel Comas         | Zaragoza          | Pabellón Municipal de Deportes  | 3.500     | 8º       |
| Fórum Valladolid        | Mario Pesquera      | Valladolid        | Polideportivo Huerta del Rey    | 3.800     | 9º       |
| Caja de Álava           | Pepe Laso           | Vitoria           | Mendizorroza                    | 3.500     | 10º      |
| Clesa Ferrol            | Moncho Monsalve     | Ferrol            | Pabellón Municipal Punta Arnela | 5.500     | 11º      |
| Juver Español           | Gifré Gol           | Barcelona         | Palacio de los Deportes         | 8.000     | 12º      |
| Cajamadrid              | Tomás González      | Alcalá de Henares | Municipal de Alcalá             | 3.000     | 13º      |
| Claret Las Palmas       | Joaquín Costa       | Las Palmas        | Municipal de Tarnaraceite       | 3.500     | 1º (1ªB) |
| Magia Huesca            | Arturo Ortega       | Huesca            | Municipal de Huesca             | 4.000     | 2º (1ªB) |
| TDK Manresa             | Juan Jiménez        | Manresa           | El Congost                      | 2.000     | 3º (1ªB) |

## Liga regular

### Primera fase
| Pos | Equipo                  | J  | G  | P  | PF   | PC   |
| --- | ----------------------- | -- | -- | -- | ---- | ---- |
| 1   | Real Madrid             | 14 | 12 | 2  | 1383 | 1097 |
| 2   | F.C. Barcelona          | 14 | 12 | 2  | 1429 | 1178 |
| 3   | Cacaolat Granollers     | 14 | 8  | 6  | 1242 | 1224 |
| 4   | Estudiantes Caja Postal | 14 | 7  | 7  | 1246 | 1300 |
| 5   | Cajamadrid              | 14 | 6  | 8  | 1107 | 1244 |
| 6   | Clesa Ferrol            | 14 | 5  | 9  | 1177 | 1244 |
| 7   | Fórum Valladolid        | 14 | 3  | 11 | 1159 | 1232 |
| 8   | Magia Huesca            | 14 | 3  | 11 | 1128 | 1273 |

| Pos | Equipo                | J  | G  | P  | PF   | PC   |
| --- | --------------------- | -- | -- | -- | ---- | ---- |
| 1   | Ron Negrita Joventut  | 14 | 13 | 1  | 1355 | 1167 |
| 2   | CAI Zaragoza          | 14 | 11 | 3  | 1293 | 1216 |
| 3   | Juver Español         | 14 | 9  | 5  | 1219 | 1227 |
| 4   | Breogán Caixa Galicia | 14 | 7  | 7  | 1238 | 1272 |
| 5   | Caja de Álava         | 14 | 6  | 8  | 1216 | 1256 |
| 6   | Licor 43              | 14 | 5  | 9  | 1226 | 1246 |
| 7   | TDK Manresa           | 14 | 4  | 10 | 1154 | 1213 |
| 8   | Claret Las Palmas     | 14 | 1  | 13 | 1067 | 1171 |

J = Partidos Jugados; G = Partidos Ganados; P = Partidos perdidos; PF = Puntos a favor; PC = Puntos en contra

### Segunda fase
| Pos | Equipo                  | J  | G  | P  | PF   | PC   |
| --- | ----------------------- | -- | -- | -- | ---- | ---- |
| 1   | Real Madrid             | 14 | 12 | 2  | 1392 | 1174 |
| 2   | F.C. Barcelona          | 14 | 11 | 3  | 1394 | 1201 |
| 3   | Ron Negrita Joventut    | 14 | 9  | 5  | 1314 | 1275 |
| 4   | CAI Zaragoza            | 14 | 8  | 6  | 1322 | 1325 |
| 5   | Estudiantes Caja Postal | 14 | 8  | 6  | 1331 | 1308 |
| 6   | Juver Español           | 14 | 5  | 9  | 1190 | 1330 |
| 7   | Breogán Caixa Galicia   | 14 | 2  | 12 | 1193 | 1395 |
| 8   | Cacaolat Granollers     | 14 | 1  | 13 | 1169 | 1297 |

| Pos | Equipo            | J  | G  | P  | PF   | PC   |
| --- | ----------------- | -- | -- | -- | ---- | ---- |
| 1   | Caja de Álava     | 14 | 10 | 4  | 1179 | 1130 |
| 2   | TDK Manresa       | 14 | 10 | 4  | 1207 | 1117 |
| 3   | Fórum Valladolid  | 14 | 8  | 6  | 1148 | 1092 |
| 4   | Clesa Ferrol      | 14 | 7  | 7  | 1132 | 1100 |
| 5   | Magia Huesca      | 14 | 6  | 8  | 1166 | 1207 |
| 6   | Claret Las Palmas | 14 | 6  | 8  | 1099 | 1232 |
| 7   | Cajamadrid        | 14 | 5  | 9  | 1193 | 1235 |
| 8   | Licor 43          | 14 | 4  | 10 | 1156 | 1167 |

J = Partidos Jugados; G = Partidos Ganados; P = Partidos perdidos; PF = Puntos a favor; PC = Puntos en contra

## Play Off

### Play Off por el título
| Estudiantes Caja Postal | 2 | - | 0 | Clesa Ferrol     |
| Juver Español           | 2 | - | 1 | Fórum Valladolid |
| Breogán Caixa Galicia   | 2 | - | 0 | TDK Manresa      |
| Cacaolat Granollers     | 2 | - | 0 | Caja de Álava    |

|  | Cuartos de final          | Cuartos de final |                        |                  | Semifinales | Semifinales |  |               | Final | Final |  |
|  |                           |                  |                        |                  |             |             |  |               |       |       |  |
|  |                           |                  |                        |                  |             |             |  |               |       |       |  |
|  | 1 Real Madrid             | 2                |                        |                  |             |             |  |               |       |       |  |
|  | 1 Real Madrid             | 2                |                        |                  |             |             |  |               |       |       |  |
|  | 8 Cacaolat Granollers     | 0                |                        |                  |             |             |  |               |       |       |  |
|  | 8 Cacaolat Granollers     | 0                |                        | 1 Real Madrid    | 2           |             |  |               |       |       |  |
|  |                           |                  |                        | 1 Real Madrid    | 2           |             |  |               |       |       |  |
|  |                           |                  | 4 CAI Zaragoza         | 0                |             |             |  |               |       |       |  |
|  | 2 F.C. Barcelona          | 2                | 4 CAI Zaragoza         | 0                |             |             |  |               |       |       |  |
|  | 2 F.C. Barcelona          | 2                |                        |                  |             |             |  |               |       |       |  |
|  | 7 Breogán Caixa Galicia   | 0                |                        |                  |             |             |  |               |       |       |  |
|  | 7 Breogán Caixa Galicia   | 0                |                        |                  |             |             |  | 1 Real Madrid | 2     |       |  |
|  |                           |                  |                        |                  |             |             |  | 1 Real Madrid | 2     |       |  |
|  |                           |                  | 2 F.C. Barcelona       | 0                |             |             |  |               |       |       |  |
|  | 3 Ron Negrita Joventut    | 2                | 2 F.C. Barcelona       | 0                |             |             |  |               |       |       |  |
|  | 3 Ron Negrita Joventut    | 2                |                        |                  |             |             |  |               |       |       |  |
|  | 6 Juver Español           | 0                |                        |                  |             |             |  |               |       |       |  |
|  | 6 Juver Español           | 0                |                        | 2 F.C. Barcelona | 2           |             |  |               |       |       |  |
|  |                           |                  |                        | 2 F.C. Barcelona | 2           |             |  |               |       |       |  |
|  |                           |                  | 3 Ron Negrita Joventut | 1                |             |             |  |               |       |       |  |
|  | 4 CAI Zaragoza            | 2                | 3 Ron Negrita Joventut | 1                |             |             |  |               |       |       |  |
|  | 4 CAI Zaragoza            | 2                |                        |                  |             |             |  |               |       |       |  |
|  | 5 Estudiantes Caja Postal | 0                |                        |                  |             |             |  |               |       |       |  |
|  | 5 Estudiantes Caja Postal | 0                |                        |                  |             |             |  |               |       |       |  |
|  |                           |                  |                        |                  |             |             |  |               |       |       |  |

| Campeón de la Liga ACB 1985-86 |
| ------------------------------ |
| Real Madrid Tercer título      |

### Play Off por la permanencia
| Magia Huesca      | 2 | - | 1 | Licor 43   |
| Claret Las Palmas | 1 | - | 2 | Cajamadrid |
| Magia Huesca      | 2 | - | 1 | Cajamadrid |

Por lo que el Magia Huesca consigue la permanencia. Los otros tres equipos descienden a Primera B.

## Clasificación final
(Liga regular más clasificación en playoff)
| Pos | Equipo                  | J  | G  | P  |
| --- | ----------------------- | -- | -- | -- |
| 1   | Real Madrid             | 28 | 24 | 4  |
| 2   | F.C. Barcelona          | 28 | 23 | 5  |
| 3   | Ron Negrita Joventut    | 28 | 22 | 6  |
| 4   | CAI Zaragoza            | 28 | 19 | 9  |
| 5   | Estudiantes Caja Postal | 28 | 15 | 13 |
| 6   | Juver Español           | 28 | 14 | 14 |
| 7   | Breogán Caixa Galicia   | 28 | 9  | 19 |
| 8   | Cacaolat Granollers     | 28 | 9  | 19 |
| 9   | Caja de Álava           | 28 | 16 | 12 |
| 10  | TDK Manresa             | 28 | 14 | 14 |
| 11  | Fórum Valladolid        | 28 | 11 | 17 |
| 12  | Clesa Ferrol            | 28 | 12 | 16 |
| 13  | Magia Huesca            | 28 | 9  | 19 |
| 14  | Cajamadrid              | 28 | 11 | 17 |
| 15  | Claret Las Palmas       | 28 | 7  | 21 |
| 16  | Licor 43                | 28 | 9  | 19 |

|  | Campeón, Copa de Europa         |
|  | Clasificados para la Recopa     |
|  | Clasificados para la Copa Korać |
|  | Descienden a Primera B          |

Ascienden a Liga ACB: Oximesa Granada (Granada), Caja Bilbao (Bilbao), Cajacanarias (La Laguna)